# 呂米孔

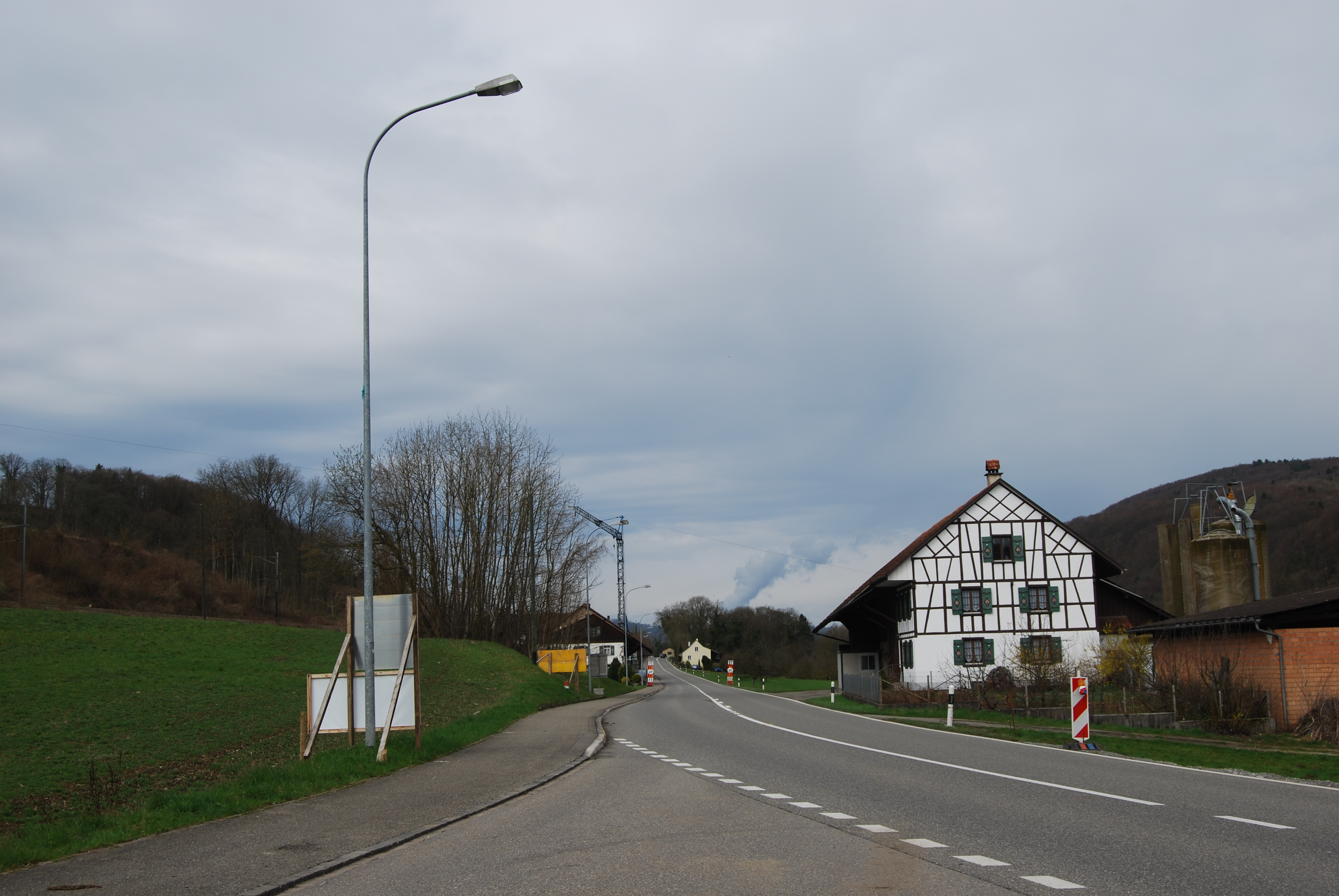

呂米孔是瑞士的城鎮，位於該國北部，由阿爾高州負責管轄，面積2.9平方公里，海拔高度343米，2012年人口251，四成半人口信奉羅馬天主教，人口密度每平方公里87人。